# Lacinipolia griseata
Lacinipolia griseata är en fjärilsart som beskrevs av Smith 1900. Lacinipolia griseata ingår i släktet Lacinipolia och familjen nattflyn. Inga underarter finns listade i Catalogue of Life.